# Jamaica en los Juegos Olímpicos de Salt Lake City 2002
Jamaica estuvo representada en los Juegos Olímpicos de Salt Lake City 2002 por dos deportistas que compitieron en bobsleigh.  
El portador de la bandera en la ceremonia de apertura fue el deportista de bobsleigh Winston Watt. El equipo olímpico jamaicano no obtuvo ninguna medalla en estos Juegos.